# Kasteel van Lahamaide

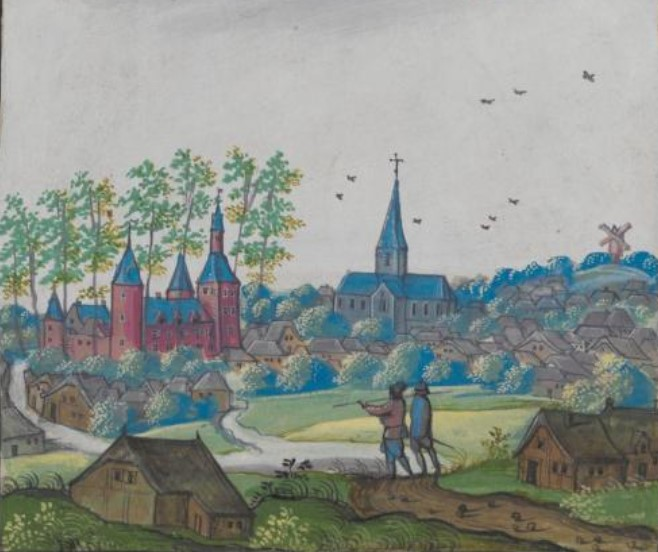
Het kasteel van Lahamaide rond 1600 afgebeeld in de Albums van Croÿ

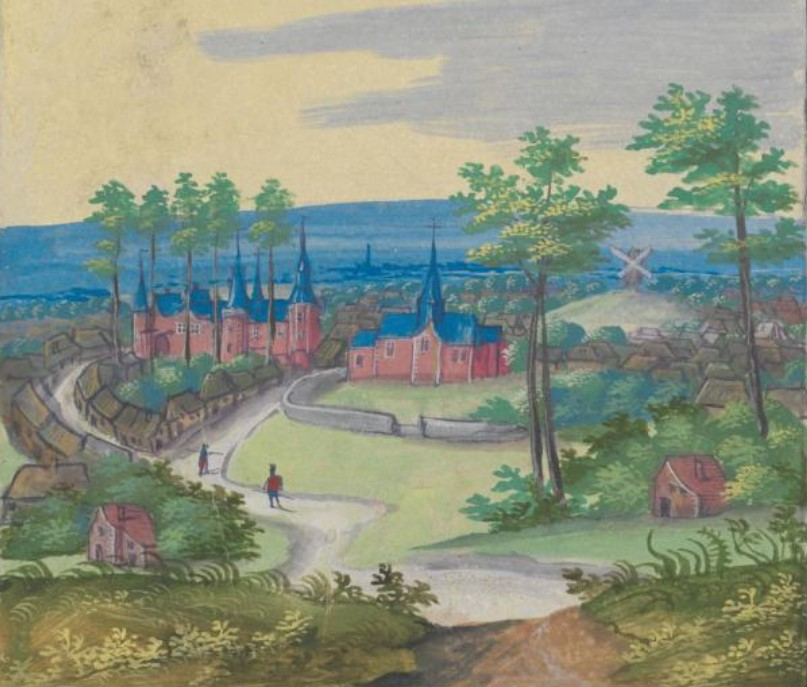
Tweede afbeelding van het kasteel in de Albums van Croÿ

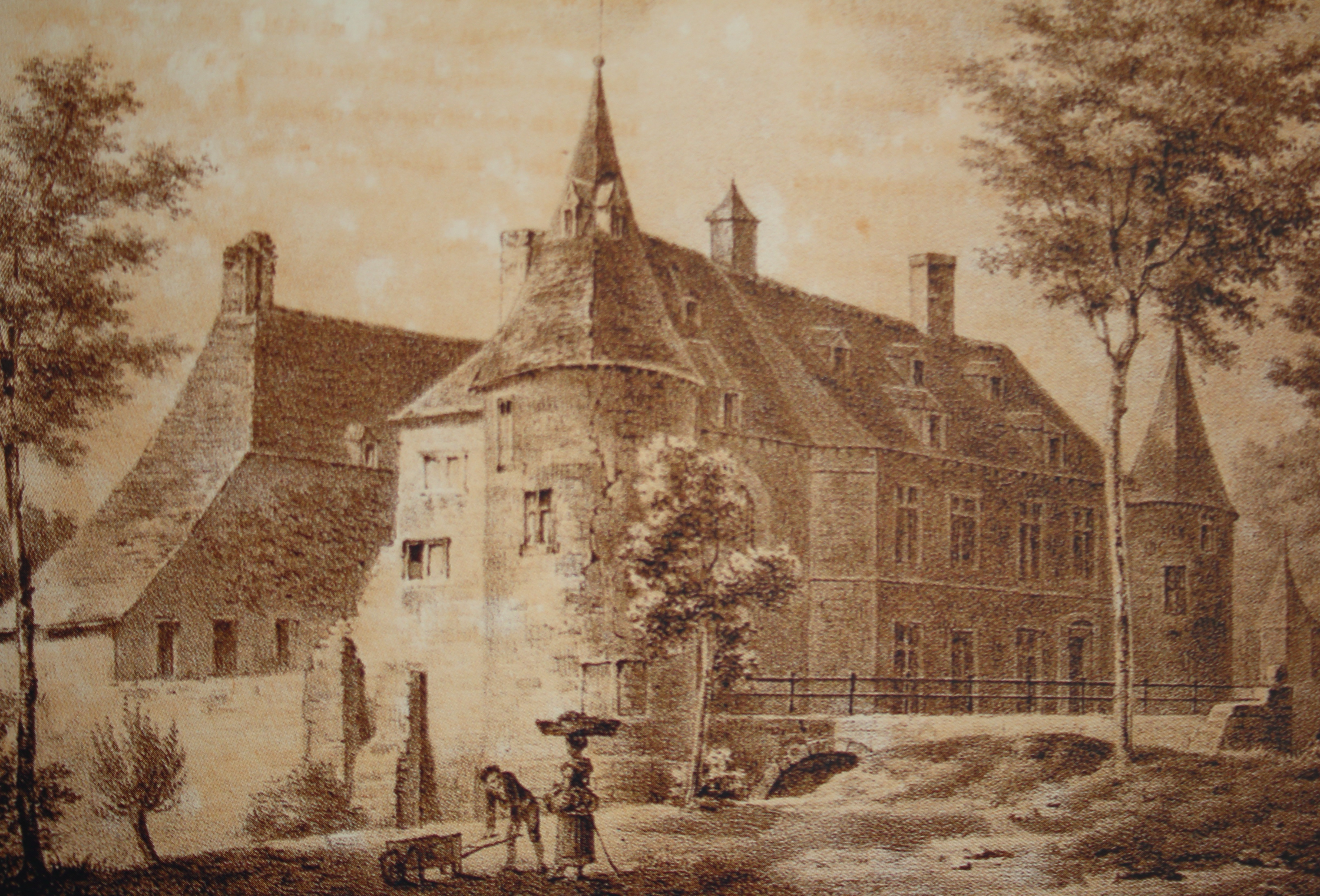
Het kasteel van Lahamaide op een lithografie uit de 19e eeuw

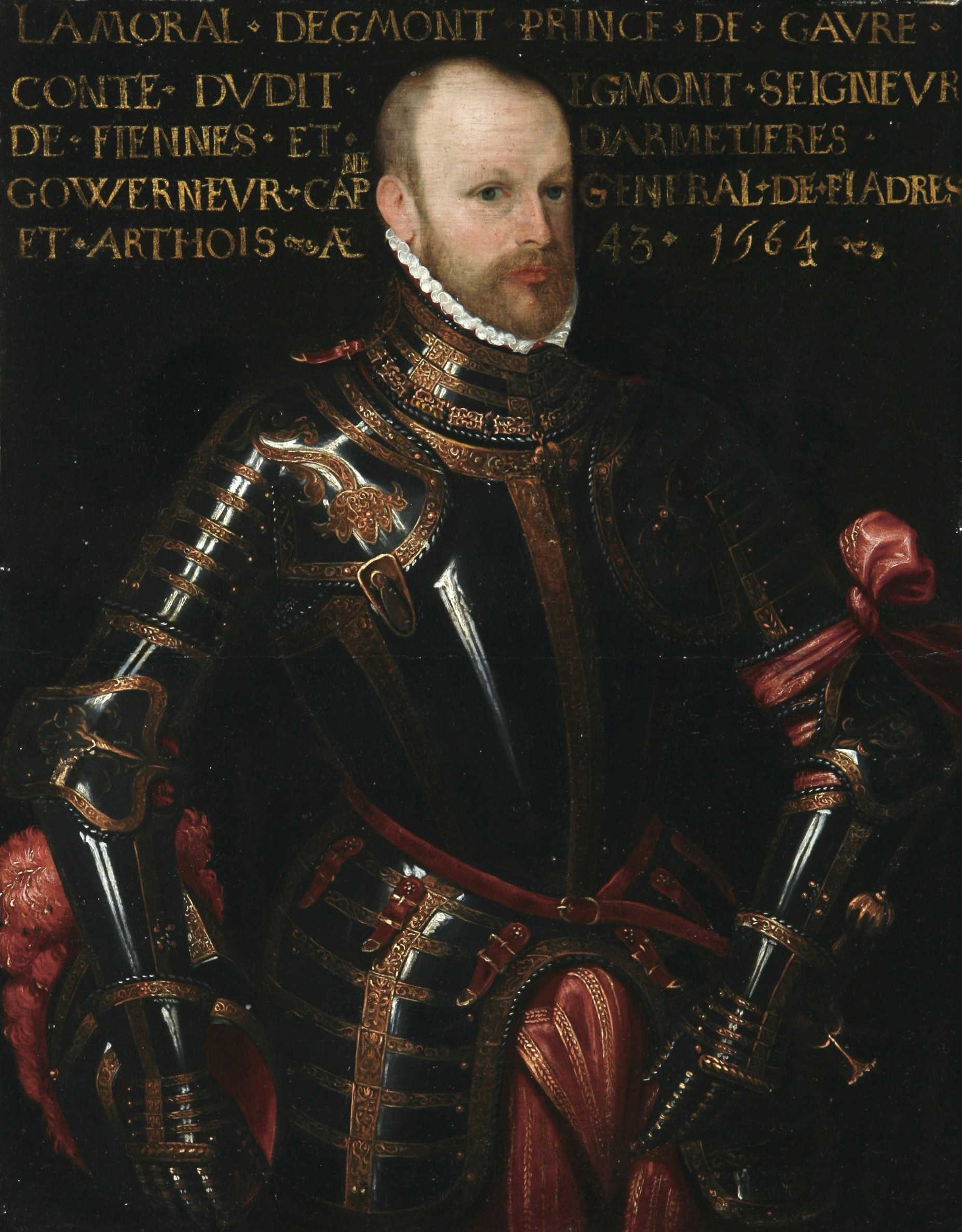
Graaf Lamoraal van Egmont geboren op het kasteel in 1522

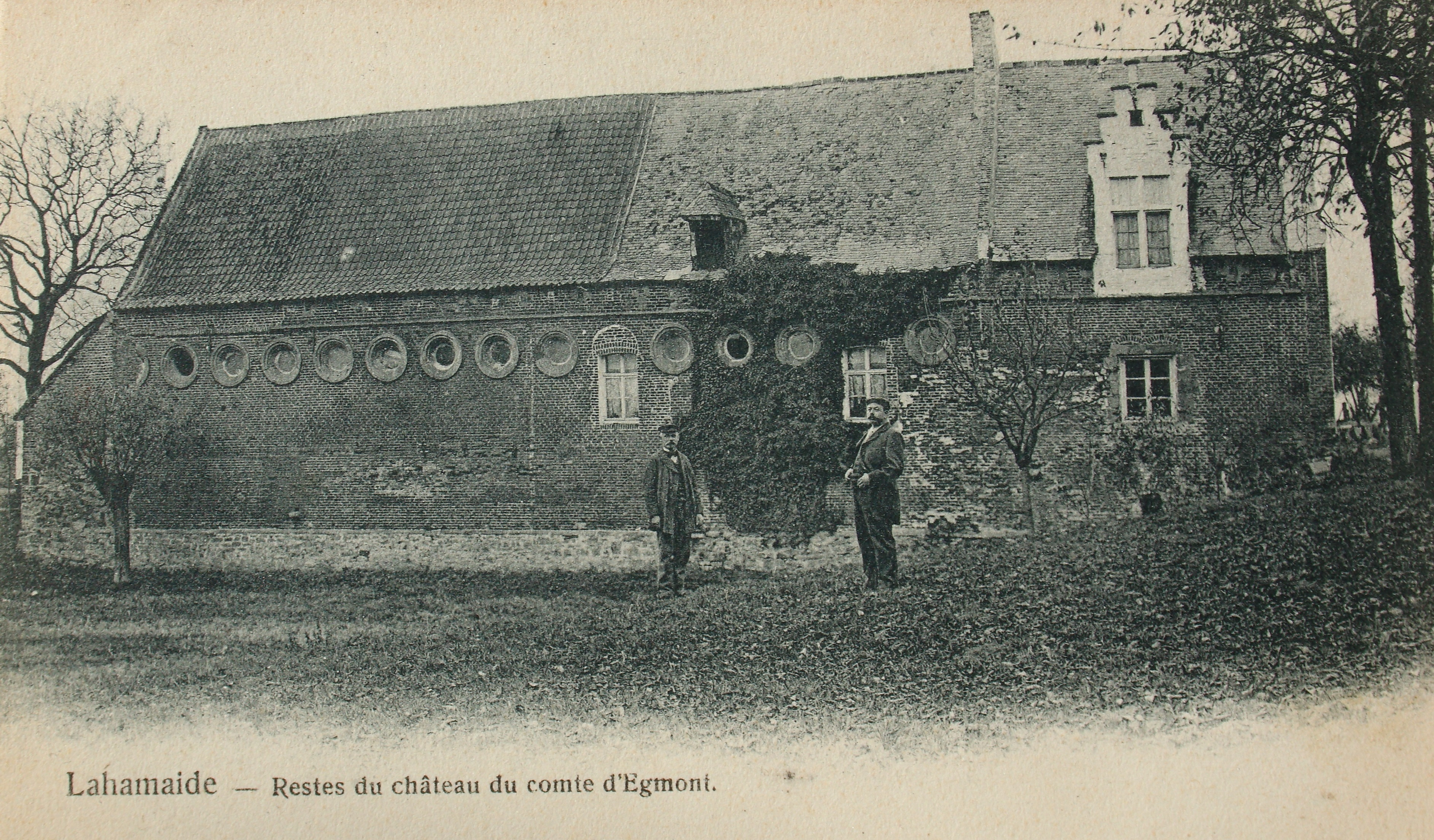
De stallingen van het kasteel van Lahamaide, de laatste restanten die er vandaag nog zijn

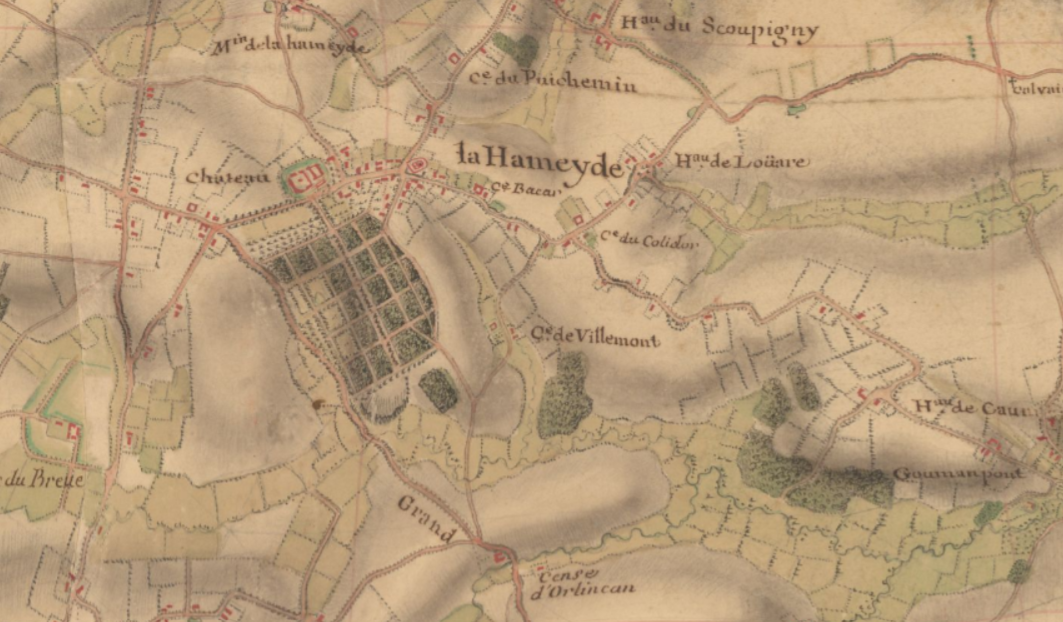
Locatie van het kasteel op de Villaretkaart met het park aan de zuidzijde

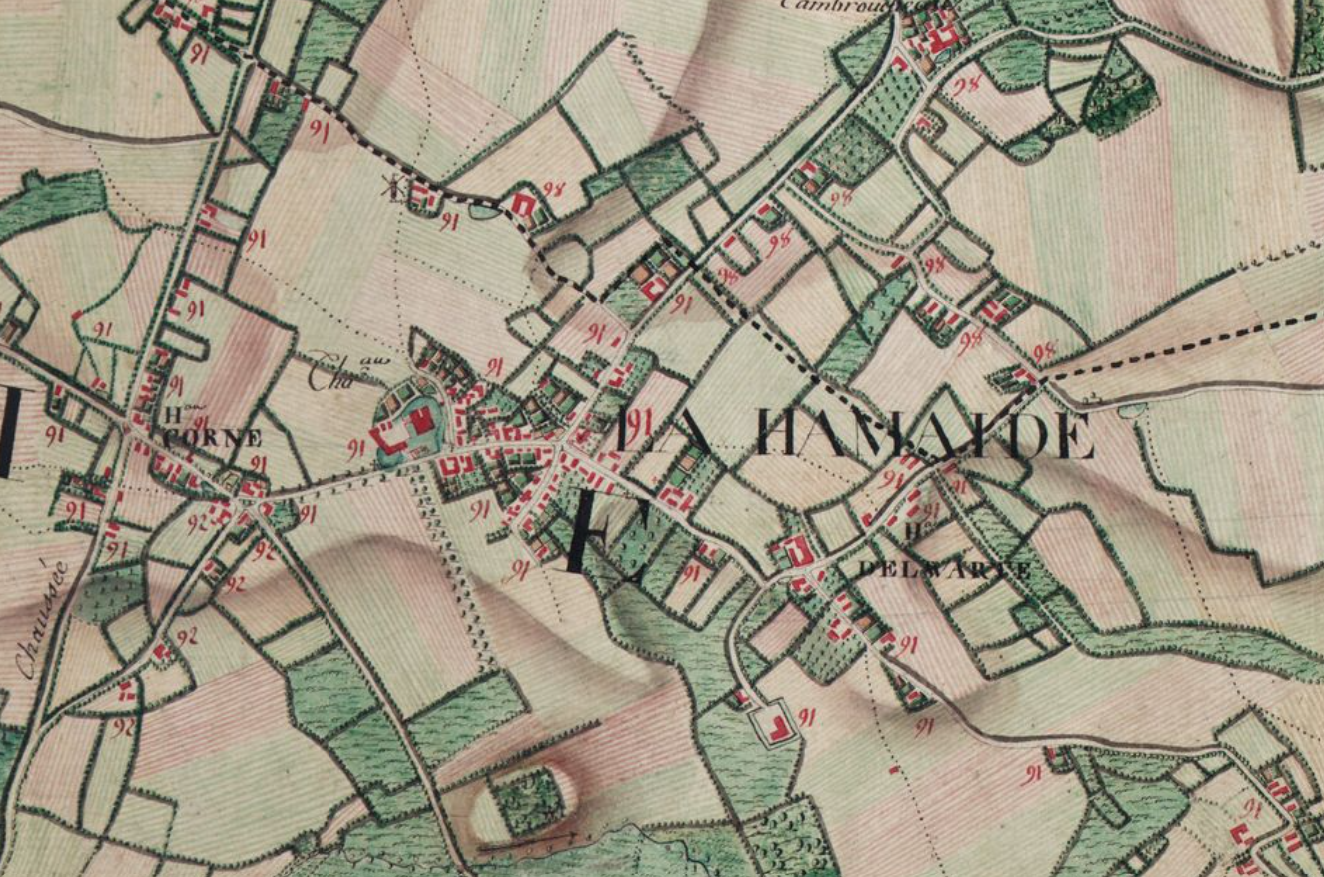
Locatie van het kasteel op de Ferrariskaart

Het kasteel van Lahamaide was een kasteel in Lahamaide in Henegouwen, gemeente Elzele in België. Het is bekend geworden als de geboorteplaats van graaf Lamoraal van Egmont. Tegenwoordig resteren slechts nog de stallingen.

## Geschiedenis

### Huis Lahamaide
In de twaalfde eeuw wordt het eerste kasteel van hout gebouwd, omringd door een gracht. De bewoners nemen de naam van het dorp aan, de heren van Lahamaide. Zij begeven zich in het hof van de graven van Henegouwen. Aan het begin van de 15e eeuw (voor 1415) komt er een kasteel van steen.

### Huis Luxemburg-Fiennes
In 1485 overlijdt Michel de la Hamaide, de laatste van zijn geslacht. Zijn nichtje Maria van Berlaymont erft het kasteel. In 1470 was zij getrouwd met Jacobus I van Luxemburg-Fiennes, heer van Zottegem. Hiermee geraakt het kasteel in handen van het huis Luxemburg-Fiennes (een zijtak van het huis Luxemburg). Na hen volgen Jacobus II en Jacobus III. Met het kinderloos overlijden van de laatste, gaan zijn goederen over op zijn zuster Francisca van Luxemburg. En met haar treedt het illustere huis Egmont binnen in de geschiedenis van de kastelen van Lahamaide en Zottegem (de laatste wordt nu zelfs het Egmontkasteel genoemd).

### Huis Egmont
De Egmonts zijn één van de rijkste en invloedrijkste families in de Nederlanden. Hun stamslot is kasteel Egmond in Noord-Holland. De eerste generaties van de familie dienen als 'advocati' (= voogden) van de abdij van Egmond, wat nabij hun kasteel stond. Leden van de familie worden onder meer hertog van Gelderland, graaf van Buren, en graaf van Egmond. In 1516 trouwt Francisca van Luxemburg, gravin van Gavere, met graaf Jan IV van Egmont. Samen krijgen zij drie kinderen, onder wie de beroemde graaf Lamoraal van Egmont die op 18 november 1522 in het kasteel van Lahamaide geboren wordt. Lamoraal wordt page aan het hof van keizer Karel V, verheven tot eerste prins van Gavere in 1553, en bekleedt functies als generaal en stadhouder van Vlaanderen en Artesië. Maar in 1568 worden de graaf van Horne en hij beschuldigd van "verraad" en ter dood veroordeeld. Beiden werden op de Grote Markt van Brussel publiekelijk terechtgesteld door onthoofding.
Na de onthoofding van graaf Lamoraal in 1568, neemt de hertog van Alva de goederen van de Egmonts in beslag. Pas in 1593 weet de jongste zoon van Lamoraal, graaf Karel II van Egmont, een gedeelte van de bezittingen van zijn vader weer terug te krijgen, waaronder de kastelen in Zottegem en Lahamaide. In 1600, laat hij het kasteel van Lahamaide renoveren. Er komt een dubbele omgrachting. Hij legt een prachtige tuin met fonteinen aan, en een park van 24 bunders om te jagen. De familie blijft het kasteel altijd als zomerslot gebruiken tot aan 1707. In dit jaar sterft het geslacht van Egmont uit met het overlijden van graaf Procopo Frans.

### Huis Egmont-Pignatelli en de tijd daarna
Alle goederen en titels van de Egmonts gingen over Procopo Pignatelli, stichter van het huis Egmont-Pignatteli. Hij en zijn zoons graaf Guido en Casimir verblijven niet meer op de kastelen in Zottegem en Lahamaide, maar geven de voorkeur aan Parijs en hun zomerslot in Braine, in de buurt van Soissons, Frankrijk. De kastelen in Zottegem en Lahamaide raken door geldgebrek en gebrekkige verbouwingen in verval. Na de Franse revolutie worden de bezittingen van de Pignatelli’s in beslag genomen en verkocht. In de loop van de 19e eeuw is het kasteel vervallen. Vervolgens werd het verkocht aan een kalkbrander die het grondig heeft afgebroken. Nu is alles verdwenen op de stallingen na.
Van 1979 tot en met 1985 vinden er archeologische opgravingen plaats onder leiding van professor Michel de Waha van de Université libre de Bruxelles. Opgravingen die zich met name richten op de bouwfases uit de middeleeuwen. Van het kasteel zijn er slechts drie afbeeldingen bekend, enerzijds een lithografie uit de 19e eeuw en anderzijds twee afbeeldingen in de Albums van Croÿ. Op de Villaretkaart uit 1745-1748 is het kasteel met haar voorburcht en omgrachtingen goed te herkennen. Aan de zuidzijde liggen de tuinen en het park geometrisch streng onderverdeeld met behulp van doorgetrokken assen en dwarse dreven. Op de Ferrariskaart uit 1771 tot 1778 staat het kasteel ook afgebeeld, maar het is duidelijk dat het verval is toegeslagen. De voorburcht lijkt niet meer zo groot en het park is verdwenen, slechts een zichtas resteert.